# Schweizer Radio und Fernsehen
Schweizer Radio und Fernsehen (SRF) is een Zwitserse omroep. Het is de publieke omroep voor Duitstalig Zwitserland. De omroep is deel van SRG SSR, de overkoepelende organisatie tussen de publieke-omroeporganisaties voor de verschillende Zwitserse landstalen: Duits, Frans, Italiaans en Retoromaans.

## Kanalen

### Televisie
- SRF 1 - amusement, educatie en nieuws
- SRF zwei - amusement
- SRF info - nieuws

### Radio
- Radio SRF 1 - (regionaal) nieuws, amusement
- Radio SRF 2 Kultur - klassieke muziek, cultuur
- Radio SRF 3 - popmuziek
- Radio SRF 4 News - Nieuws
- Radio SRF Virus - alternatieve muziek
- Radio SRF Musikwelle - popmuziek, schlagermuziek en Alpinemuziek

### Overige zenders
Samen met de Duitse zenders ARD en ZDF en het Oostenrijkse ORF onderhoudt SRF de satellietzender 3sat.

## Geschiedenis
SRF is op 1 januari 2011 ontstaan uit de fusie tussen Schweizer Fernsehen en Schweizer Radio DRS. Op 16 december 2012 werd het merk SRF ook ingevoerd op de zenders van de voormalige organisaties.

### Chronologie
- 1923: Eerste radio-uitzendingen
- 1939: Eerste tv-testuitzendingen
- 1960: Eerste live tv-uitzending
- 1964: Eerste reclameboodschappen
- 1968: Eerste kleurentelevisie
- 1984: Introductie van Teletekst
- 1984: Lancering van 3sat, in samenwerking met de ZDF in Duitsland en ORF in Oostenrijk
- 1997: Lancering van SF zwei
- 1999: Lancering van SF info in de regio Zürich
- 2001: SF info begint uit te zenden in heel Duitstalig Zwitserland
- 2005: SF DRS wordt SF, bij een grote rebranding van het netwerk.
- 2011: Fusie tussen SF en SR DRS